# Оділія Кельнська
Оділія Кельнська (також Ottilie, близько 451, можливо Кельн) — християнська мучениця, в римо-католицькій церкві вшановується як свята. В євангелічній церкві Німеччини її почитають як свідительку віри.

## Перекази
Про життя Оділії відомо мало. Вважають, що вона була донькою англійського короля і супутницею св. Урсули Кельнської, з якою вона разом з групою молодих жінок (одинадцять тисяч дів) прямувала на паломництво в Рим, і таким чином відвідала Кельн. Вона була однією із головних одинадцяти дів, тобто королівських дочок, яких за легендою супроводжували по тисячі дів. Варвари (за легендою Урсули — гуни) перехопили кораблі, що плили по Рейну, біля воріт Кельна і вбили дів, коли вони чинили опір спробам гунів відвернути їх від християнства або зґвалтувати їх.

## Мощі

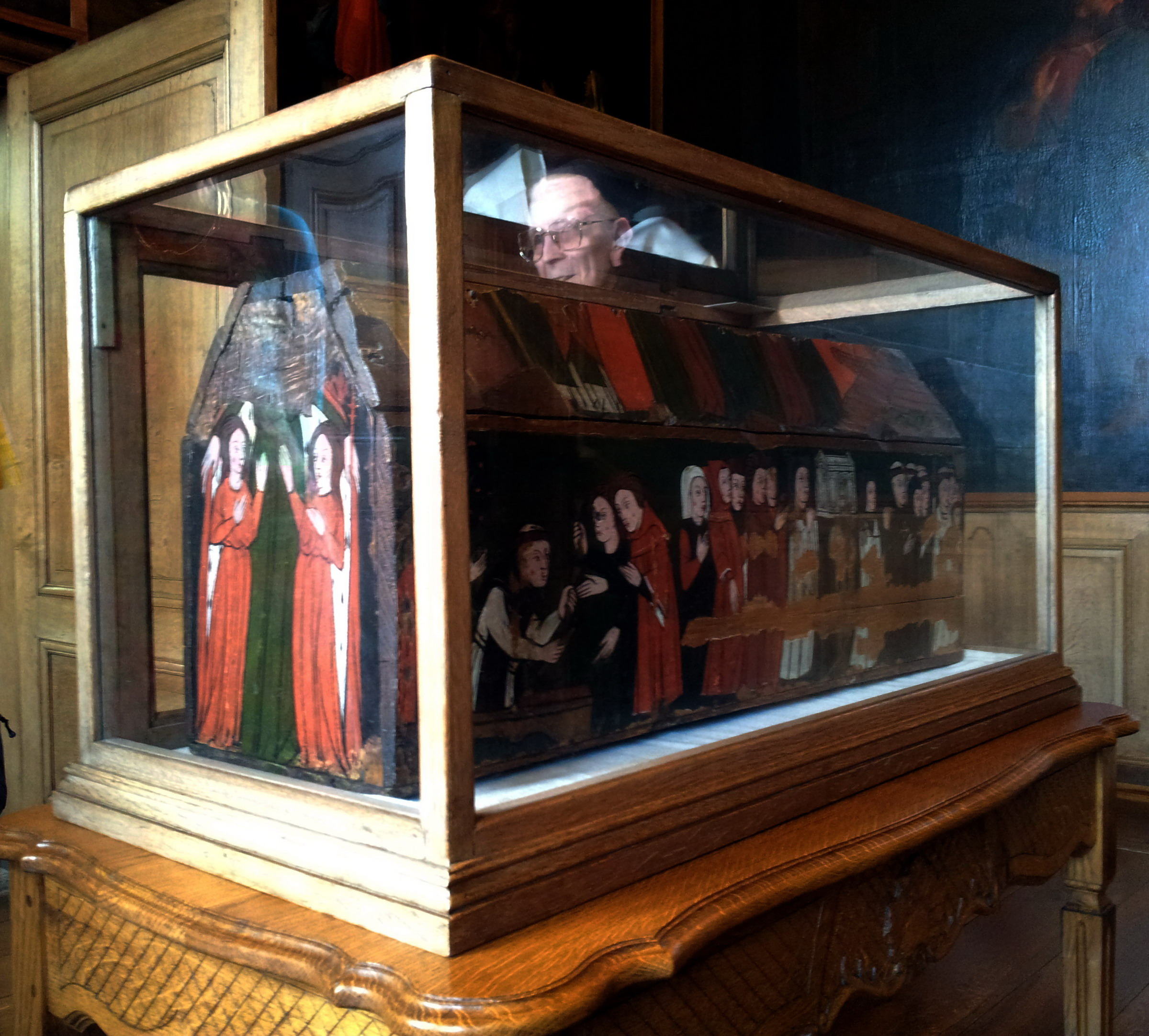
Святиня Оділії в абатстві Марієнлоф в Борглоні-Кернієлі

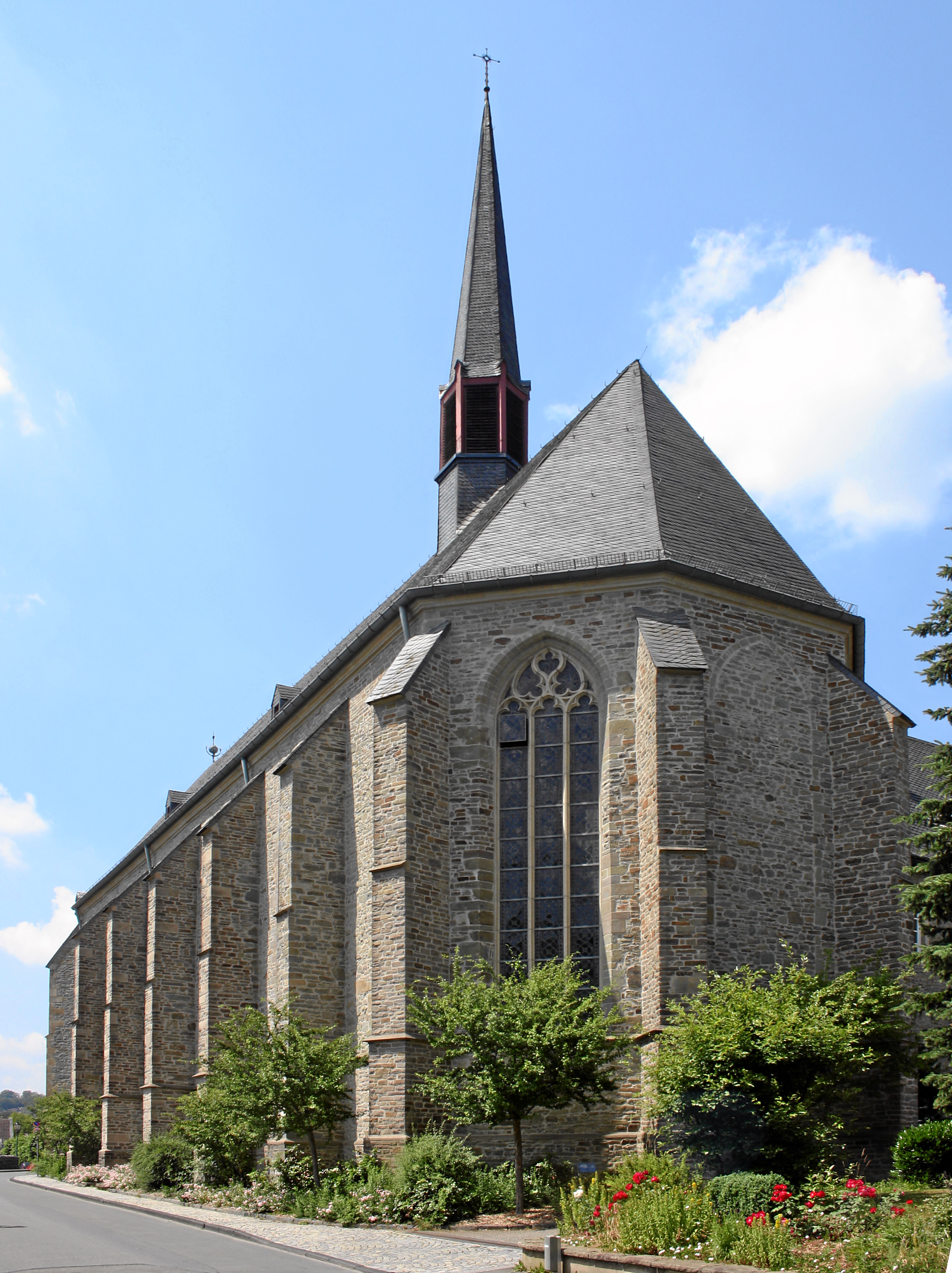
Монастирська церква Беєнбурґ

Навесні 1287 року св. Оділія з'явилася Йоганнесу фон Еппа — брату-мирянину Ордену лицарів Хреста — в його монастирі в Парижі і сказала йому, що Бог попросив її у майбутньому бути покровителькою Ордену лицарів Хреста. Також, за переказом, вона сказала йому, що її мощі знаходяться біля груші у саду Арнульфс поблизу Сент-Ґеорґен у Кельні й попросила його отримати дозвіл на розкопки. Спочатку настоятель відмовився. Після цього, як переказують, Оділія з'являлася ще вдвічі, допоки пріор нарешті не дав дозвіл і розпорядився, щоб священник — отець Луї — допомав Йоганнесу. У вказаному місці були знайдені три урни з мощами Оділії і її супутниць Іди та Емми. Після того, як архієпископ підтвердив знахідку, останки були перенесені до головного будинку Ордену лицарів Хреста у Юї. Кажуть, що Оділія також розпорядилася про це перенесення мощей. Деякі мощі залишилися у Кельні, а саме фаланга, ребро і її голова. Як переповідають, у Кельні й на шляху до Юї біля мощей відбулися тілесні зцілення проти паралічу і сліпоти. Тому в римо-католицькій церкві до Оділії моляться у наміренні за гарний зір і полегшення фізичних страждань. Церез описані події Орден лицарів Хреста став відомими у Німеччині.
У 1292 році у Юї мощі св. Оділії були розміщені у дерев'яній святині, на якій були зображені сцени з її життя. Свята вшановувалася у восьми кельнських церквах, у монастирі Ордену лицарів Хреста у Аахені (монастир Бранденбурґ (Зіф)) і Шварценброісі й в бенедиктинському абатстві Браувайлер. У 1645 році повідомляється про вшанування її мощей у тих святинях, а також у цистерціанському монастирі святого Аперна. У 1797 році під час французької революції був зруйнований монастир у Юї. Мощі були врятовані священником, але втрачені орденом.
Після розпуску Ордену лицарів Хреста кістки і святиню було перенесено в 1930 році до їх колишнього абатства Марієнлоф у Кернієлі, сьогодні Борглон у Фландрії. У 1949 році мощі були повернуті до ордену. Вони були передані під час урочистої процесії до монастиря Ордену лицарів Хреста у місто Діст у Бельгії. У 1952 році значна частина її мощей була перевезена до Онеймії, штат Міннесота, де вони перебувають у святині семінарійної каплиці. Під час повернення Ордену лицарів Хреста у Вупперталь-Беєнбурґ у 1964 році частини мощей Оділії були також передані з Бельгії до каплиці Хреста бейенбрурзької монастирської церкви св. Маґдалени. Монастир Штайнгауз, який належав до цієї церкви, був залишений на початку XIX століття через секуляризацію.
Протягом століть Орден лицарів Хреста мав звичай благословляти воду в ім'я Оділії, занурюючи туди її мощі з проханням до Бога дати сили воді проти всіх хвороб і недуг. Кажуть, що було чимало виздоровлень, особливо у людей із очними захворюваннями. Навіть сьогодні з святині в Онеймії повідомляють, що туди надходять численні подячні листи і тисячі прохань бути включеними в новену, яка там відбувається кожного 5 і 17 числа місяця, а також з 10 по 18 липня.

## День спомину
- Римо-католицька церква: 18 липня (день спомину необов'язковий)
- Євангелічна церква: 18 липня у євангельському календарі імен

## Атрибути
Як покровительку Ордену лицарів Хреста, Оділію зображують із атрибутами і девізом ордена «Я вибрала хрест». Через те, що Оділії приписують зцілення сліпих і тих, хто страждає очними хворобами, одним з її іконографічних атрибутів є також книга з двома очима, для того щоб, ймовірно, уникнути плутанини з ельзаською Оділією. Як мучениця вона також зображається із мученицькою пальмою.

## Вебпосилання
- Стаття про Урсулу та одинадцять тисяч дів